# الكنيسة الإصلاحية في أمريكا
الكنيسة الإصلاحية في أمريكا (RCA) هي طائفة بروتستانتية إصلاحية بارزة في كندا والولايات المتحدة، ويبلغ عدد أعضائها حوالي 84,957. تأسست الكنيسة في عام 1628، ومنذ ذلك الحين وحتى عام 1819، كانت فرعًا تابعًا للكنيسة الإصلاحية الهولندية في أمريكا الشمالية.
تعد الكنيسة الإصلاحية في أمريكا من الأعضاء المؤسسين للمجلس الوطني للكنائس، ومجلس الكنائس العالمي (WCC)، و"الكنائس المسيحية معًا"، والاتحاد العالمي للكنائس الإصلاحية (WCRC). كما أن بعض فروعها تنتمي إلى الجمعية الوطنية للإنجيليين، والمجلس الكندي للكنائس، والاتحاد الإنجيلي في كندا. الكنيسة في حالة شراكة كاملة مع الكنيسة الإنجيلية اللوثرية في أمريكا، والكنيسة المشيخية في الولايات المتحدة (USA)، وكنيسة المسيح المتحدة، وهي شريك طائفي للكنيسة الإصلاحية المسيحية في أمريكا الشمالية.

## الأسماء
تُسمى الكنيسة الإصلاحية في أمريكا أحيانًا بشكل غير رسمي بالكنيسة الإصلاحية الهولندية في أمريكا، أو ببساطة بالكنيسة الإصلاحية الهولندية عندما يتم تقديم السياق الأمريكي مسبقًا. في عام 1819، تم تأسيسها تحت اسم الكنيسة البروتستانتية الإصلاحية الهولندية. وتم اختيار الاسم الحالي في عام 1867.

## تاريخ

### القرن السابع عشر

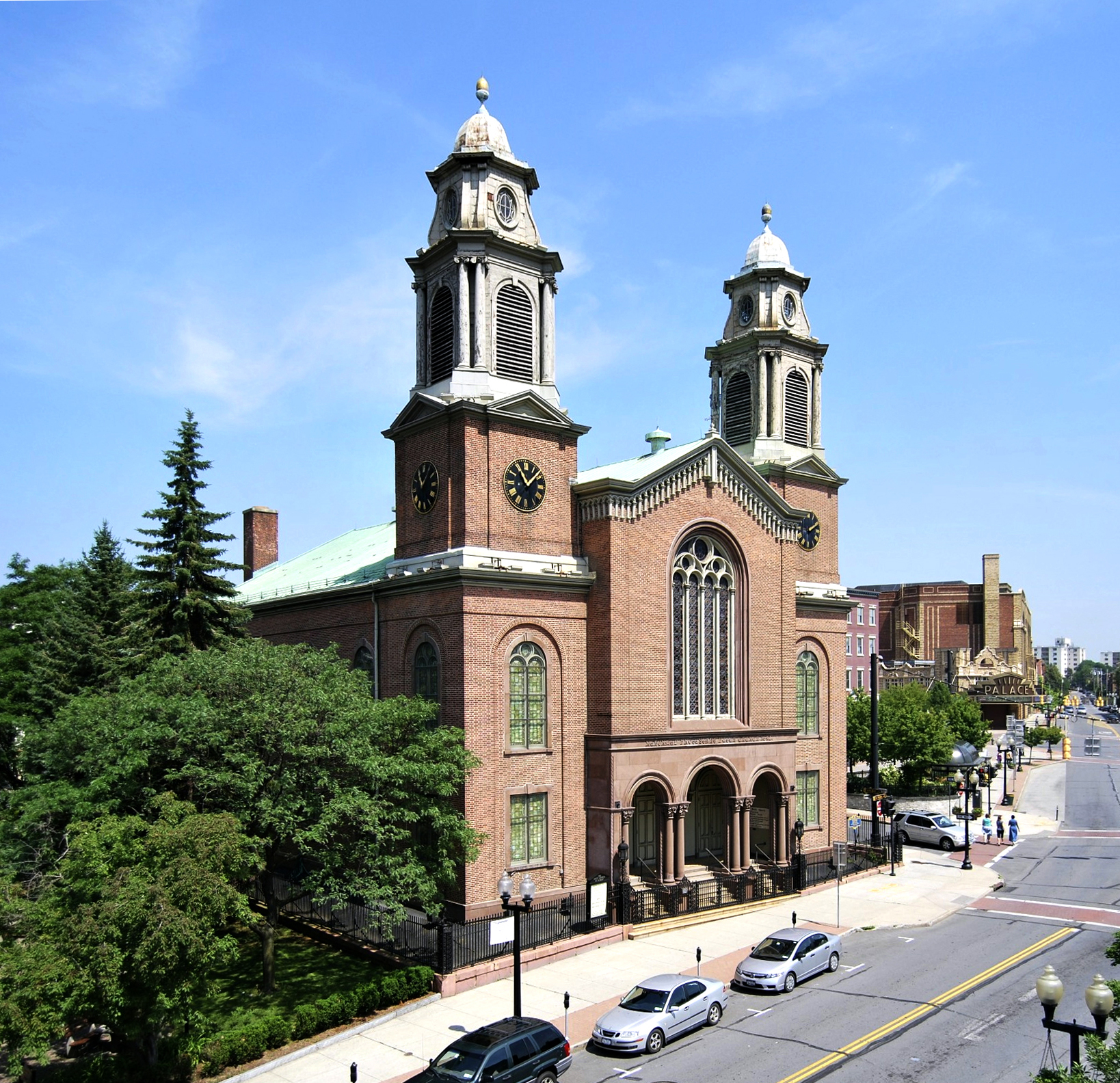
تأسست الكنيسة الإصلاحية الأولى في ألباني عام 1642 في ألباني، نيويورك لخدمة النظام الإقطاعي المعروف بـ "باترونشيب" في رينسيليرسويك. وتم بناء الكنيسة الحالية في عام 1798.

المستوطنون الأوائل في مستعمرة نيو نذرلاند الهولندية كانوا يعقدون اجتماعات غير رسمية للعبادة.
في عام 1628، قام يوناس ميكايليوس بتنظيم أول جماعة إصلاحية هولندية في نيو أمستردام، والتي تُعرف الآن بمدينة نيويورك، وأُطلق عليها اسم "الكنيسة الإصلاحية البروتستانتية الهولندية"، والمعروفة حاليًا بـ "كنائس كوليجيت في نيويورك".
خلال الحكم الهولندي، كانت الكنيسة الإصلاحية الهولندية هي الكنيسة الرسمية للمستعمرة، وكانت تخضع لسلطة مجلس كنيسة أمستردام. ولا تزال كنيسة بروكفيل الإصلاحية واحدة من أقدم الكنائس في الولايات المتحدة.

### القرن الثامن عشر
حتى بعد أن استولى الإنجليز على المستعمرة عام 1664، استمر تدريب جميع الوزراء الإصلاحيين الهولنديين في هولندا، وظلت خدمات الكنيسة الإصلاحية الهولندية تُقام باللغة الهولندية حتى عام 1764.
في عام 1747، منحت الكنيسة في هولندا الإذن بتشكيل جمعية في أمريكا الشمالية. وفي عام 1754، أعلنت الجمعية استقلالها عن مجلس كنيسة أمستردام. وفي عام 1766، حصل المجلس الأمريكي على ميثاق لإنشاء كلية كوينز (التي أصبحت الآن جامعة روتجرز) في نيوجيرسي. وفي عام 1784، تم تعيين جون هنري ليفينغستون أستاذًا للاهوت، مما شكّل بداية مدرسة نيو برونزويك اللاهوتية.
ازدهرت الجالية الناطقة بالهولندية، بما في ذلك المزارعون والتجار، في الأراضي السابقة لنيو نذرلاند، حيث سيطرت على مدينة نيويورك ووادي هدسون وأجزاء من نيوجيرسي، مع وجود بارز أيضًا في جنوب شرق بنسلفانيا وجنوب غرب كونيتيكت ولونغ آيلند.
في أوائل القرن الثامن عشر، وصل حوالي 3,000 لاجئ ألماني من منطقة بالاتينات إلى نيويورك. عمل معظمهم أولاً في معسكرات إنجليزية على طول نهر هدسون لسداد تكاليف سفرهم التي دفعتها حكومة الملكة آن، قبل أن يحصلوا على أراضٍ في واديي سكوهاري وموهوك. وأسسوا العديد من الكنائس اللوثرية والإصلاحية الناطقة بالألمانية، مثل تلك الموجودة في فورت هيركيمر وجيرمان فلاتس. وخلال القرن الثامن عشر، هاجر الآلاف منهم إلى بنسلفانيا، حيث استخدموا اللغة الألمانية في كنائسهم ومدارسهم لنحو 100 عام، وجلبوا بعض وزرائهم من ألمانيا. وبحلول أوائل القرن العشرين، انضمت معظم كنائسهم إلى الكنيسة الإصلاحية الأمريكية.
خلال الثورة الأمريكية، اندلعت صراعات داخلية حادة في الكنيسة الإصلاحية الهولندية، حيث انقسمت الصفوف بين فصيلين يُعرفان بـ "كويتوس" و"كونفيرنتي". وتشير بعض المصادر إلى أن الانشقاقات ربما بدأت في وقت مبكر من عام 1737.
ساد الخراب في العديد من الكنائس، في حين أنه قبل عام 1737 كان يُحافظ على النظام الجيد فيها، وكان السلام والازدهار يسودان. ولكن في عام 1754، عندما أوصى المجمع السابق بتحويله إلى "كلاسيس" بسلطات كاملة، اشتدّت المعارضة بشكل عنيف، وأصبح المعارضون يُعرفون باسم "المؤتمرية.
سمحت روح العفو ببقاء الكنيسة بعد الحرب. كما تم تجاوز الانقسامات عندما أرسلت الكنيسة أعضاءها في بعثات تبشيرية واسعة النطاق في أوائل القرن التاسع عشر.
في عام 1792، تبنّى المجمع دستورًا رسميًا، وفي عام 1794 عقدت الطائفة أول مجمع عام لها. بعد الحرب الأهلية الأمريكية، تبنّت رسميًا اسم "الكنيسة الإصلاحية في أمريكا" عام 1867. خلال القرن التاسع عشر، واجه أحفاد المهاجرين الهولنديين في نيويورك ونيوجيرسي تحدي الحفاظ على معاييرهم وتقاليدهم الأوروبية، مع التأقلم في الوقت ذاته مع روح النهضة الدينية والهوية الأمريكية.

### القرن التاسع عشر

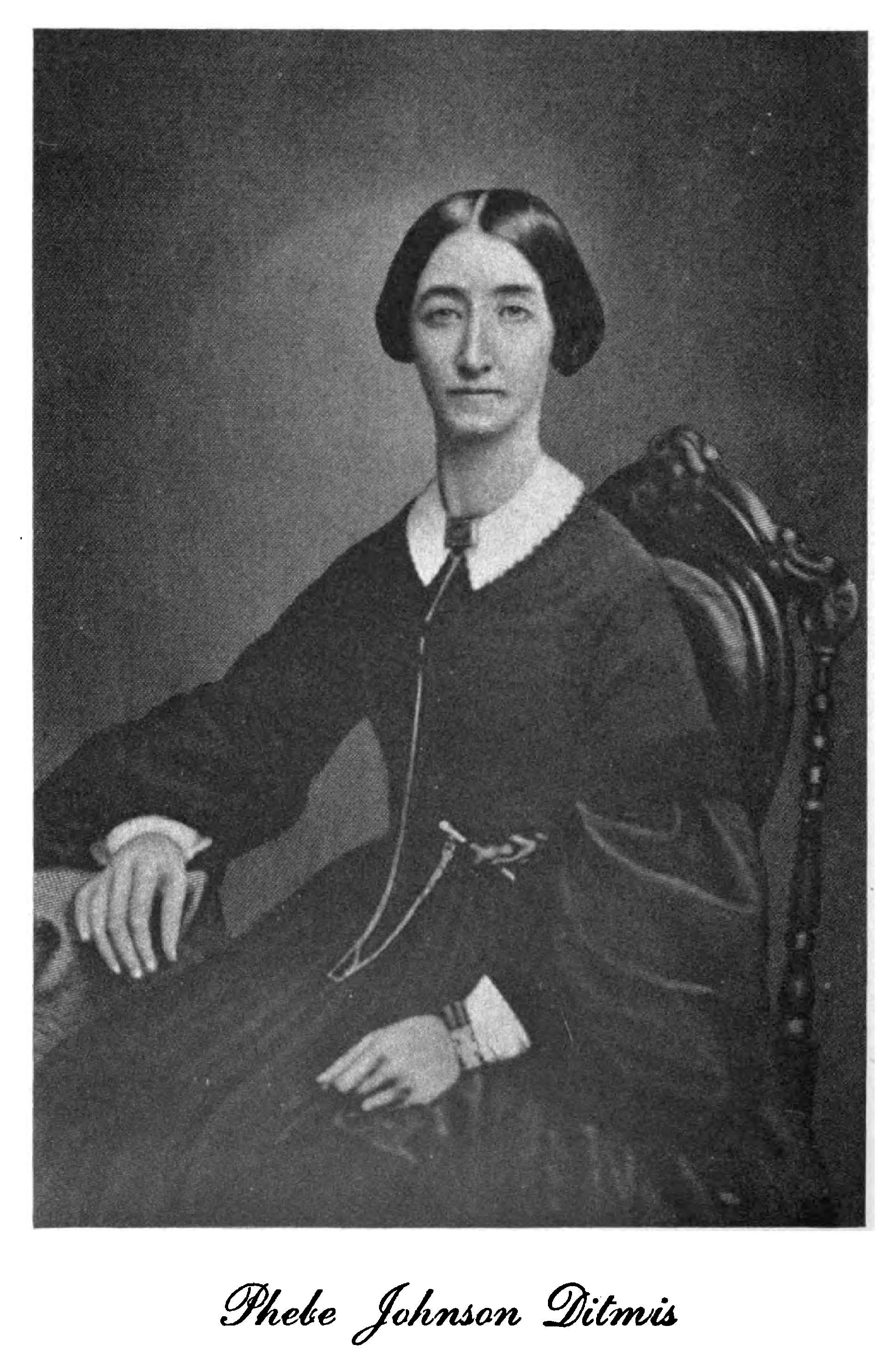
كانت فيبي جونسون ديتميس (4 يناير 1824 - 27 ديسمبر 1866) زوجة القس جورج أوندردونك ديتميس (22 يوليو 1818 - 1 فبراير 1896) في كنيسة كوينز الإصلاحية.

امتلك بعض أعضاء الكنيسة عبيدًا، وكان أشهرهم سوجورنر تروث. ولم تدعم الكنيسة حركة إلغاء العبودية. في المناطق الريفية، استمر القساوسة في الوعظ باللغة الهولندية حتى الفترة بين 1830 و1850، ثم انتقلوا إلى استخدام اللغة الإنجليزية، بالتزامن مع التخلي عن العديد من الملابس والعادات الهولندية التقليدية. وعلى الرغم من أن بعض القساوسة دعموا النهضات الدينية، إلا أن الكنيسة بشكل عام لم تؤيد الصحوة الكبرى الأولى أو الصحوة الكبرى الثانية، اللتين أثارتا حماسًا إنجيليًا واسعًا.
بدأ استخدام اللغة الهولندية في التراجع بعد ذلك، حتى موجة الهجرة الهولندية الجديدة في منتصف القرن التاسع عشر، والتي أعادت إحياء استخدامها بين أحفاد المهاجرين وفي بعض الكنائس.

### الغرب الأوسط الأمريكي
أدت الهجرة من هولندا في منتصف القرن التاسع عشر إلى توسّع الكنيسة الإصلاحية في أمريكا في الغرب الأوسط الأمريكي. في عام 1837، أسس القس أبراهام د. ويلسون وزوجته جوليا إفرتسون ويلسون من نيوجيرسي أول كنيسة إصلاحية هولندية غرب جبال الآبلاش في فيرفيو، إلينوي. كما تأسست كلية هوب ومعهد ويسترن اللاهوتي في هولاند، ميشيغان، وكلية سنترال في بيلا، آيوا، وكلية نورث وسترن في أورانج سيتي.
في انفصال عام 1857، انفصلت مجموعة من الأعضاء المحافظين في ميشيغان بقيادة غيسبيرت هان عن الكنيسة المُصلحة في أمريكا، وأسسوا الكنيسة الإصلاحية المسيحية في أمريكا الشمالية، وتبعتهم كنائس أخرى لاحقًا. وفي عام 1882، غادرت مجموعة أخرى من التجمعات الكنيسة الإصلاحية للانضمام إلى الكنيسة الإصلاحية المسيحية، مما يعكس التطورات التي حدثت في الكنيسة في هولندا.

### ما بعد الحرب العالمية الثانية
بعد عام 1945، توسعت الكنيسة الإصلاحية في أمريكا إلى كندا، التي أصبحت وجهة لمجموعة كبيرة من المهاجرين الهولنديين. وبين عامي 1949 و1958، افتتحت الكنيسة 120 كنيسة جديدة بين المجتمعات غير الهولندية في الضواحي، مستهدفة البروتستانت الرئيسيين. كما كانت عضوًا مؤسسًا في تحالف الكنائس المشيخية، والمجلس الفيدرالي للكنائس، ومجلس الكنائس العالمي.

### التراجع الحديث
مثل معظم الطوائف البروتستانتية الرئيسية الأخرى، شهدت الكنيسة الإصلاحية في أمريكا انخفاضًا في عدد الأعضاء خلال العقود الثلاثة الماضية. ففي عام 2024، بلغ عدد الأعضاء أقل من 84,000، بعد أن كان 196,308 في 2018، و220,000 في 2016، و300,000 في 2000، و360,000 في 1980.
بسبب الخلافات حول اعتراف بلْهار، وإلغاء بنود الضمير المتعلقة بترسيم النساء، ودور مجتمع الميم في الكنيسة، غادرت بعض التجمعات الكنيسة الإصلاحية في أمريكا للانضمام إلى الكنيسة المشيخية في أمريكا، التي تتخذ مواقف أكثر تحفظًا تجاه هذه القضايا. لنفس الأسباب، انفصلت حوالي 100 كنيسة عن الطائفة (في البداية أعلن 65 منها ذلك) وشكلت تحالف الكنائس الإصلاحية، الذي يضم الآن حوالي 200 كنيسة. كما أنشأت 12 كنيسة "شبكة الإصلاح في كندا"، بينما شكلت 5 كنائس "شبكة المملكة"، التي تضم حاليًا 24 كنيسة.

## المعتقدات
تعترف الكنيسة الإصلاحية في أمريكا بعدة بيانات عقائدية وإيمانية، من بينها: العقيدة الرسوليّة، والعقيدة النيقية، وعقيدة أثاناسيا، إضافة إلى الاعترافات التقليدية الإصلاحية مثل اعتراف بلجيكا، وتعليم هايدلبرغ (بما في ذلك مختصره)، وقوانين دورترخت، واعتراف بلهار.

### قضايا الحياة

#### القتل الرحيم
تعارض الكنيسة الإصلاحية في أمريكا القتل الرحيم. فقد جاء في تقرير لجنة العمل المسيحي الصادر عام 1994 أن مواقف المسيحيين تجاه القضايا الأخلاقية تعكس معتقداتهم الإيمانية الأساسية. وأشار التقرير إلى ثلاث قناعات رئيسية تتعلق بالقتل الرحيم:
1. الإنسان ليس ملكًا لنفسه – فالحياة، مهما كانت ظروفها، هي هبة من الله، والإنسان مسؤول عنها. لذا، فإن السعي للمساعدة في الانتحار يُعد إنكارًا لانتماء الإنسان إلى الله.
2. الله لا يهجر البشر في معاناتهم – فالإيمان المسيحي يقوم على الثقة بمحبة الله ورعايته حتى في أصعب الظروف. إنهاء الحياة يُعبر عن توقف هذا الإيمان.
3. المجتمع المسيحي مسؤول عن رعاية المحتضرين – فالعيش والموت يجب أن يكونا ضمن جماعة مُحبة، حيث يُظهر الإيمان المسيحي نفسه عبر رعاية المحتضرين.
كما يؤكد التقرير أن على المسيحيين، عند مناقشة قوانين الانتحار بمساعدة طبية، أن يركزوا على صحة المجتمع ورفاهيته، لا مجرد الحقوق الفردية.

#### عقوبة الإعدام
تُدين الكنيسة الإصلاحية في أمريكا عقوبة الإعدام، وقد أصدر المجمع العام عام 2000 بيانًا يوضح سبعة أسباب لهذا الموقف:
1. تتعارض مع روح المسيح وأخلاق المحبة – فالقانون الإلهي لا يُلغي العدالة، لكنه يدعو إلى الفداء والإصلاح بدلاً من الانتقام.
2. ليست رادعًا فعالًا – إذ تُرتكب معظم الجرائم بدافع العاطفة أو تحت تأثير المخدرات والكحول، مما يقلل من تأثير عقوبة الإعدام كرادع.
3. تُطبق بتمييز عنصري – فقد أظهرت الدراسات أن العوامل العرقية تؤثر على إصدار أحكام الإعدام.
4. تتسبب في أخطاء لا يمكن إصلاحها – إذ ثبت أن بعض المحكوم عليهم بالإعدام كانوا أبرياء، وعند تنفيذ الحكم لا يمكن تصحيح الخطأ.
5. تُهمل مسؤولية المجتمع – فالمجتمع مسؤول عن معالجة الظروف التي تؤدي إلى الجريمة، وليس مجرد معاقبة الأفراد.
6. تعزز مفاهيم الانتقام – فالدولة لا يجب أن تصبح أداة للانتقام بل وسيلة للإصلاح والعدالة.
7. تتجاهل مفهوم الإصلاح والتوبة – فالمسيحية تدعو إلى الفداء، وعقوبة الإعدام تقطع الطريق أمام أي فرصة للتوبة والتغيير.
بناءً على ذلك، دعا المجمع العام أعضاء الكنيسة إلى التواصل مع المسؤولين المنتخبين لحثهم على إلغاء عقوبة الإعدام وفرض وقف فوري لتنفيذها.

#### الإجهاض
تتبنى الكنيسة الإصلاحية موقفًا معارضًا للإجهاض، إذ اعتبر المجمع العام منذ عام 1973 أنه من حيث المبدأ لا ينبغي ممارسته، لكنه أقر بوجود استثناءات في بعض الحالات. ومع ذلك، شدد على أن الإجهاض لا يجب أن يكون مجرد مسألة "راحة شخصية"، ودعا إلى الترويج لبدائل مسيحية للإجهاض، بالإضافة إلى دعم التعديلات الدستورية لحماية الأجنة.

### المثلية الجنسية
منذ عام 1978، أصدر السينودس العام للكنيسة الإصلاحية عدة بيانات حول المثلية. تُعتبر الأفعال المثلية خطيئة ومخالفة لإرادة الله، لكن الأشخاص المثليين لا يُلامون على ميولهم. تدعو الكنيسة إلى تأكيد الحقوق المدنية للمثليين، لكنها تدين السلوك المثلي (1978). كما أكدت على ضرورة تخفيف عبء الشعور بالذنب لدى المثليين، مع الاعتراف بتعقيد الظاهرة (1979)، وشجعت على إظهار الحب والحساسية تجاه هؤلاء الأشخاص باعتبارهم بشرًا (1990). في عام 1994، أدان السينودس إذلال وإهانة المثليين، واعترف بأن العديد من أعضائه لم يستمعوا إلى صرخاتهم القلبية وهم يسعون إلى قبول الذات والكرامة.
وفي عام 2012، قرر السينودوس العام أن دعم السلوك المثلي أو قيادة حفل زواج مثلي يُعد مخالفة تستوجب التأديب. لكن في العام التالي، ألغى السينودوس هذا القرار ووجّه توبيخًا لوفد 2012 بسبب افتقاره إلى اللياقة والاحترام وتجاوزه للصلاحيات الدستورية. في 2014، أوصى السينودس بأن تبدأ لجنة قانون الكنيسة عملية تحديد الزواج على أنه بين رجل وامرأة. ومع ذلك، في 2015، أقر السينودس عملية لدراسة كيفية التعامل مع قضايا الجنس البشري. وفي العام نفسه، قدمت كلية هوب في ميشيغان، التابعة للكنيسة، مزايا للزوجات المثليات لموظفيها، رغم استمرارها في تبني تعريف تقليدي للزواج.
بالإضافة إلى ذلك، صوّتت بعض التجمعات والفئات الكنسية لدعم أفراد مجتمع الميم علنًا، بما في ذلك فئتا نيو برونزويك وسكينكتادي، وبعض الكنائس التي لها انتماء مزدوج مع الكنيسة الإصلاحية وكنيسة المسيح المتحدة، وتُجري زواجات مثلية. كما أن بعض كنائس RCA لديها قساوسة مثليين، لكنهم حصلوا على سيامتهم من طوائف أخرى. وفي 5 مايو 2017، أعلنت كنائس RCA وكنيسة المسيح المتحدة الداعمة لحقوق المثليين عن تشكيل رابطة للمؤسسات التابعة لهما.
في أبريل 2016، طورت لجنة عمل تقريرًا حول قضايا الجنس البشري، قدم خيارات لمراجعة السينودوس العام، بما في ذلك تعريف الزواج على أنه بين رجل وامرأة أو بين شخصين. وفي 2016، صوّت السينودوس العام لصالح تعريف الزواج على أنه بين رجل وامرأة، لكن القرار تطلب دعم ثلثي الفئات الكنسية وإعادة التصويت في 2017، وهو ما لم يحدث، حيث لم يحصل القرار على الأصوات المطلوبة. وفي 12 يونيو 2017، صوّت السينودوس العام على توصية تفيد بأن "الالتزام بمعايير الكنيسة الإصلاحية يتطلب التأكيد على أن الزواج يكون بين رجل وامرأة". وفي العام نفسه، قامت إحدى الفئات الكنسية بسيامة أول قس مثلي متزوج أعلن عن ميوله منذ بداية عملية سيامته.
في 2021، وافق السينودوس العام على خطة تسمح للكنائس بمغادرة الطائفة مع الاحتفاظ بممتلكاتها، كما سمح للكنائس المتبقية باختيار سياساتها بشأن سيامة رجال الدين المثليين وإجراء الزيجات المثلية، مع بقاء بعض الكنائس داعمة لهذه القضايا وأخرى معارضة لها.

### سيامة النساء
سمحت الكنيسة الإصلاحية للنساء بتولي منصبي الشماس والشيخ عام 1972، وتمت أول سيامة لامرأة في 1979. وبحلول 1980، عدّل السينودوس العام كتاب نظام الكنيسة ليشمل النساء في الأدوار الكنسية، حيث استبدل مصطلح الأشخاص بالرجال والنساء.
في العام نفسه، أضيف "بند الضمير" إلى كتاب النظام، ينص على أنه "إذا وجد أعضاء الفئة الكنسية أن ضمائرهم، استنادًا إلى الكتاب المقدس، لا تسمح لهم بالمشاركة في ترخيص أو سيامة أو تنصيب النساء كخادمات للكلمة، فلن يُطلب منهم ذلك، لكن لا يجوز لهم عرقلة الفئة في تنفيذ مسؤولياتها بترتيب وسائل متفق عليها مع النساء والفئة الكنسية".
في 2012، صوت السينودوس العام بأغلبية 143 مقابل 69 لإلغاء بنود الضمير. لكن القرار احتاج إلى موافقة أغلبية الفئات الكنسية، وهو ما تحقق في 2013، حيث صوّتت 31 فئة لصالح الإلغاء مقابل 14 ضدّه، وتم التصديق على القرار في سينودس 2013.

## النظام الكنسي
تعتمد الكنيسة الإصلاحية في أمريكا نظامًا كنسيًا مشابهاً للنظام المشيخي، حيث تُوزَّع السلطة بين هيئات تمثيلية: المجالس القنصلية، والفئات، والسينودوس، والسينودوس العام. يُعقد السينودوس العام سنويًا، وهو الهيئة التمثيلية للكنيسة بأكملها، حيث يضع سياساتها وبرامجها وجدول أعمالها. تُنفَّذ القرارات الصادرة عن السينودوس العام تحت إشراف مجلس السينودوس العام، الذي يُعيَّن أعضاؤه من قِبَل السينودوس العام. كما يتولى الأمين العام الإشراف على العمليات اليومية للكنيسة. وقد تم تعيين القس إيدي أليمان (حاصل على دكتوراه في الوزارة) كأمين عام خلال السينودوس العام لعام 2018.
يتكون دستور الكنيسة الإصلاحية من ثلاثة أجزاء: الطقوس، ونظام الحكم، والمعايير العقائدية. يُنشَر نظام الحكم، إلى جانب النماذج واللوائح الداخلية للسينودوس العام، سنويًا في كتاب يُعرف باسم كتاب نظام الكنيسة.